# Ritchy Thibault
Pour les articles homonymes, voir Thibault.
Ritchy Thibault, né en avril 2004 à Pineuilh en Gironde, est un militant politique français, collaborateur parlementaire de la députée de La France insoumise (LFI) Ersilia Soudais en 2024 et 2025, étudiant en histoire et ancienne figure du mouvement des Gilets jaunes. Connu pour son engagement en faveur de la justice sociale, de l'écologie[réf. nécessaire] et de la lutte contre l'antitziganisme (lui-même étant d'origine tsigane), il est une figure médiatique controversée en raison de ses prises de position radicales, de ses démêlés judiciaires et de son inscription dans des fichiers de police,.

## Biographie

### Origines et engagement précoce
Issu d'une famille tsigane (Manouche par son père, Gitane par sa mère) sédentarisée à Pineuilh, Ritchy Thibault grandit dans un milieu dépolitisé, confronté à des discriminations liées à ses origines et à des injustices sociales. Son père est vendeur de literie sur les marchés, et sa mère vend du linge de maison. Marqué par le Porrajmos (génocide des Tziganes, dont ses grands-parents furent victimes), l’antitziganisme et les difficultés de son frère atteint de TDAH, il s’inspire de figures comme l’abbé Pierre ou le résistant manouche Raymond Gurême,.
À 14 ans, en 2018, il participe au mouvement des Gilets jaunes sur le rond-point de Pineuilh, une expérience qu’il qualifie de « seconde naissance ». Considéré comme le « plus jeune des Gilets jaunes », il y développe sa conscience politique à travers débats et lectures, notamment des œuvres de l’anarchiste Élisée Reclus,. Lycéen, il fonde l’association Les Jeunes solidaires, s’engage dans le collectif École pour tous, participe à des marches pour le climat et contribue à l’ouverture d’un jardin communautaire à Pineuilh,.
En 2022, après avoir obtenu son baccalauréat, il se présente brièvement comme candidat sans étiquette aux élections législatives dans la dixième circonscription de la Gironde, prônant une politique citoyenne et participative. L’été suivant, il parcourt 5 000 km à pied et en auto-stop à travers la France pour rencontrer des collectifs militants (féministes, syndicalistes, soutiens aux sans-papiers).

### Études et militantisme à Paris
En 2022, Ritchy Thibault s’installe à Paris pour entamer une licence d’histoire à l’université Paris-Cité, avec pour objectif d’approfondir l’histoire des Roms. Il devient porte-parole du collectif Pour une écologie populaire et sociale (PEPS), tout en refusant les étiquettes partisanes, bien qu’il soit proche de mouvances de gauche radicale, notamment La France insoumise. Il participe à des médias indépendants comme Au poste, Les Insurgés et Quartier général, et cofonde La Luciole-Media (qu’il quitte ensuite) et Le Peuple Révolté pour documenter les mobilisations sociales,.
Il s’engage dans de nombreuses luttes, notamment contre la réforme des retraites (2023), les méga-bassines à Sainte-Soline, les JO de Paris 2024, le racisme systémique, les violences policières et le conflit israélo-palestinien,. En 2023, il perturbe un débat à la Fête de l’Humanité en critiquant Édouard Philippe pour son rôle lors des Gilets jaunes, et intervient dans l’émission Touche pas à mon poste ! face à Jordan Bardella et une députée Renaissance.

### Carrière parlementaire
En 2024, après la réélection d’Ersilia Soudais (LFI) lors des élections législatives partielles, Ritchy Thibault devient son collaborateur parlementaire, travaillant sur l’antitziganisme, notamment sur une résolution pour reconnaître le Porajmos et un rapport sur les conditions de vie dans les aires d’accueil,. Ersilia Soudais se sépare de lui en avril 2025.

## Controverses

### Interpellation d’Emmanuel Macron (2024)
Le 24 février 2024, au Salon international de l'agriculture, Ritchy Thibault interpelle Emmanuel Macron en lui criant : « L’éborgneur, n’oublie jamais que nous sommes dans le pays de la Révolution française, le pays qui fait tomber la tête des monarques ! ». Arrêté, il passe 46 heures en garde à vue. L’Élysée porte plainte pour « menace de mort », ce que Thibault conteste, arguant du caractère métaphorique de ses propos. Le procès, initialement prévu pour août 2024, est reporté à mars 2026,.

### Appel à l’«Intifada» (2024)
Le 5 octobre 2024, lors d’une manifestation pro-palestinienne, Thibault déclare : « Le seul chemin dans les rues de Paris, c’est l’intifada ». Ces propos, jugés comme une incitation à la violence, entraînent un signalement à la justice pour « incitation à la haine » par la préfecture de police de Paris. Thibault affirme qu’il s’agissait d’un appel à la mobilisation, sorti de son contexte.

### Interdiction d'accès à l’Assemblée nationale (2024)
Le 18 octobre 2024, la présidente de l’Assemblée nationale, Yaël Braun-Pivet, interdit à Thibault l’accès au palais Bourbon et à l’hôtel de Lassay, invoquant un « risque de trouble à l’ordre public » lié à ses déclarations, notamment l’appel à l’« intifada ». Cette décision, soutenue par Renaissance et le Rassemblement national, est dénoncée par Ersilia Soudais comme une « ingérence gravissime » et par le syndicat CGT des collaborateurs parlementaires comme « discriminatoire »,. Thibault et ses avocats envisagent un recours administratif.

### Plaintes judiciaires
- Jordan Bardella (2023) : Après des propos tenus sur Touche pas à mon poste ! où Thibault qualifie le fascisme de « menace à éradiquer », Bardella porte plainte pour « menace contre un élu ». Une enquête préliminaire est ouverte en mai 2024[18].
- Bruno Retailleau (2024) : Le ministre de l’Intérieur porte plainte pour « injure publique » après un post sur X où Thibault qualifie les policiers d’« enfants de Pétain »[19].
- Appel à l’« insurrection » (2025) : Lors d’un rassemblement contre l’islamophobie le 27 avril 2025, Thibault appelle à constituer des « brigades d’autodéfense populaire », propos qualifiés d’« appel à l’insurrection » par les autorités. Retailleau saisit la justice[1],[20].

### Fichiers de police
Depuis avril 2023, Thibault est inscrit au fichier des personnes recherchées (FPR) pour « radicalisme d’extrême gauche » et au fichier de prévention des atteintes à la sécurité publique (FPSAP) depuis 2024 pour « proximité avec des mouvements extrémistes ». Il est identifié dans seize actions de désobéissance civile, notamment à Sainte-Soline. Il dénonce un « harcèlement policier » et une « cabale médiatique » liée à ses origines et à son passé de Gilet jaune.

## Ouvrages
Ritchy Thibault a publié deux ouvrages aux éditions Massot :
- Ritchy Thibault, Arrachons une vie meilleure ! : Le manifeste du jeune activiste face aux périls qui guettent l’humanité, Massot éditions, 2024, 144 p. (ISBN 9782380354362) – Un plaidoyer pour la justice sociale inspiré de son expérience des Gilets jaunes[22].
- Ritchy Thibault, Quand les monarques nous font taire : Le retour du crime de lèse-majesté, Massot éditions, 2025 (ISBN 9782380354768) – Une réflexion sur la répression des voix dissidentes[22].